# Polydesmus
Polydesmus  je rod  stonoga u porodici Polydesmidae.
Rod Polydesmus rasprostire se širom palearktika, ali većina vrsta se sreće u Evropi. Ovaj rod sadrži oko 80 opisanih vrsta.

## Vrste
Opisane vrste u ovom rodu: